# Місія ООН у Сомалі II

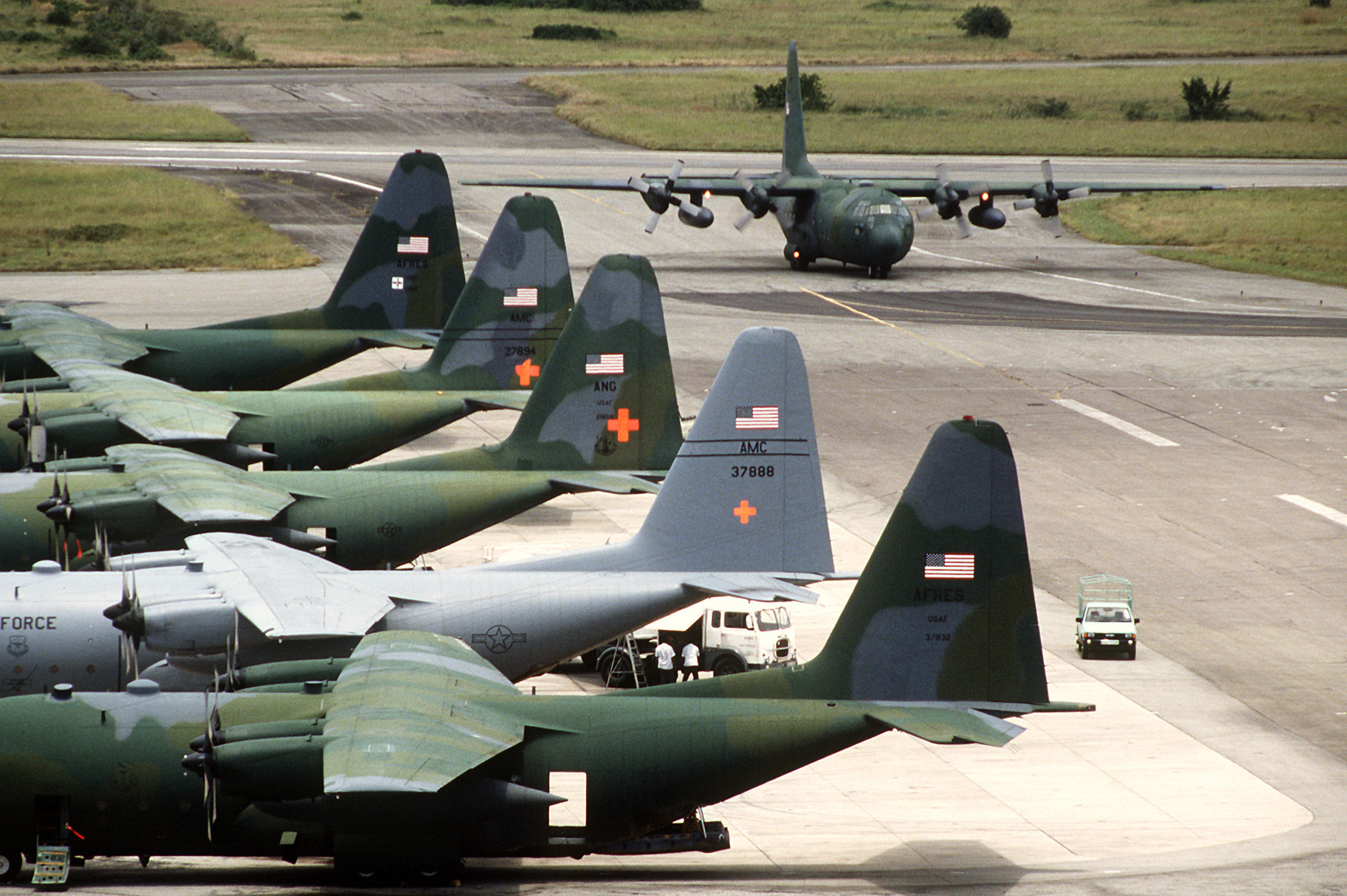
Військово-транспортні літаки C-130 «Геркулес», що в ході операції «Відродження надії»/ «Продовження надії», з 21 серпня 1992 по 28 лютого 1993 здійснювали масові перекидання гуманітарних вантажів голодуючим в Сомалі з міжнародного аеропорту в Момбасі (Кенія). 18 літаків здійснювали до 20 гуманітарних вилетів щодня.

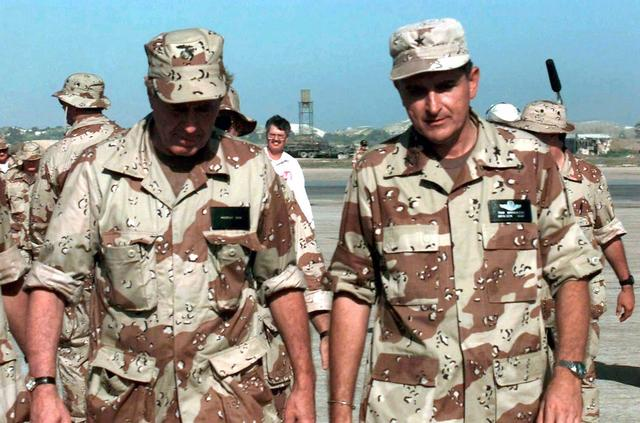
Президент Сполучених Штатів Америки Джордж Буш (ліворуч) в польовій пустельній уніформі (BDU) поруч з командиром бригадним генералом авіації Томасом Миколайчиком (Thomas Mikolajcik) під час візиту до Сомалі. Операція «Відродження надії».

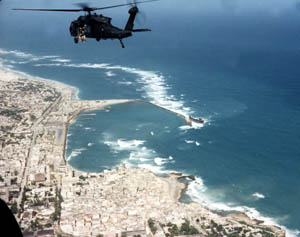
Вертоліт MH-60 «Блек Хок» (позивний «Супер 64») над узбережжям Сомалі, один з двох, що були збиті 3 жовтня 1993 під час битви в Могадишо

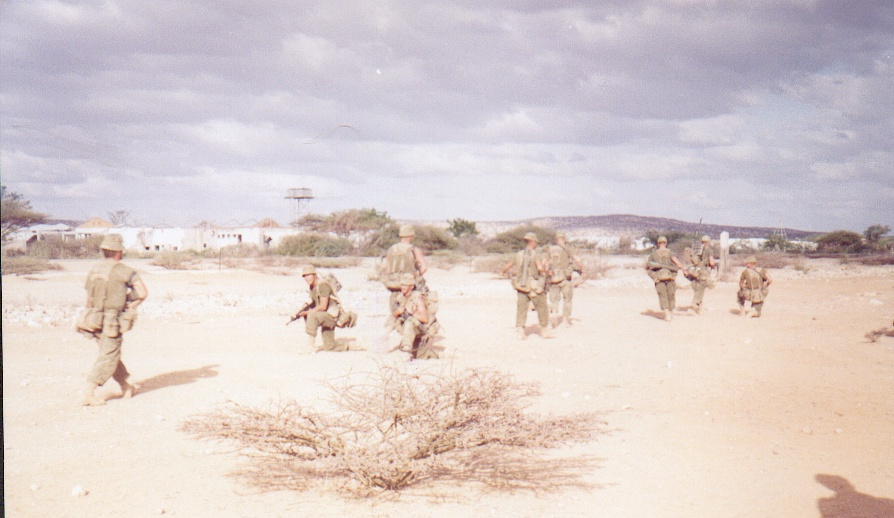
Канадські миротворці в Сомалі

Миротворча місія ООН в Сомалі (англ. United Nations Operation in Somalia, UNOSOM) — миротворча операція під егідою ООН, яка діяла на території держави Сомалі на основі резолюції Ради Безпеки ООН 751 від 24 квітня 1992 року. Миротворча операція в Сомалі проводилася в 1992–1995 роках в два етапи на фоні громадянської війни в країні, й мала за мету припинення збройного конфлікту між протиборчими сторонами. На першому етапі (операція «Відродження надії», квітень 1992 — травень 1993) головним завданням миротворчому контингенту визначалося забезпечити безпечну доставку і розподіл гуманітарної допомоги населенню, на другому етапі (операція «Продовження надії», березень 1993 — березень 1995) ставилися завдання сприяння припиненню війни в Сомалі.

## Розвиток подій

### Криза в Сомалі
Миротворча місія Організації Об'єднаних Націй в Сомалі (UNOSOM I) була заснована для сприяння наданню гуманітарної допомоги народу, який опинився в лещатах громадянської війни і голоду. У рамках Місії були вжиті активні заходи з метою сприяння припиненню конфлікту і відновлення основних інститутів життєздатної держави. Сомалі займає стратегічно важливе геополітичне положення на Африканському Розі. Вплив на політичну обстановку на початку 1990-х надавала гостра конкурентна боротьба між низкою місцевих кланів і кланових угруповань.
З листопада 1991 року в столиці Сомалі Могадішо велися запеклі бої між збройними групами, відданими генералу Мохамеду Фараху Айдіду або пану Алі Мохамеду Махді, призначеному «тимчасовим президентом», та іншими угрупованнями. Крім Могадішо конфлікт розгорівся в Кісмайо, на північному заході країни, де місцеві лідери домагалися створення незалежної держави «Сомаліленд». У цілому країна не мала ніякої форми центрального державного управління. У країні процвітав бандитизм.
У ході бойових дій, що вибухнули за участю племінних кланів та угруповань, що входили до певних спілок й союзів, які не мали єдиноначальності, основні події відбувалися на фоні колосальної посухи, що виникла в 1991 у Сомалі. Сполучення таких умов виявилося катастрофічним для сомалійського населення в цілому. До 1992 року майже 4,5 мільйонам людей, тобто більше половини загальної чисельності населення, опинилися під загрозою голоду, хронічного недоїдання та пов'язаними з ними хворобами. Масштаби лиха були величезними. За оцінками ООН, в цілому загинуло 300 000 осіб, включаючи велику кількість дітей. До сусідніх країн або в інші регіони Сомалі перемістилося близько 2 мільйонів людей, насильно витіснених зі своїх рідних районів. Було порушено функціювання усіх органів управління і принаймні 60 відсотків базової інфраструктури країни.
Враховуючи гуманітарну катастрофу, що виникла в Сомалі, Рада Безпеки ООН вжила низку санкцій та встановила ембарго на постачання зброї і закликала країни-члени ООН надати гуманітарну допомогу.
З урахуванням складної обстановки в січні 1992 року Рада Безпеки, згідно з главою VII Статуту ООН, одностайно прийняла резолюцію 733 (1992), запровадивши загальне і повне ембарго на постачання зброї в Сомалі. 17 березня 1992 Рада одностайно прийняла резолюцію 746 (1992), в якій наполегливо пропонувалося продовжувати гуманітарну діяльність Організації Об'єднаних Націй в Сомалі і висловлювалася рішуча підтримка рішенню Генерального секретаря ООН Бутроса Бутроса Галі направити до Сомалі технічну групу. 27 і 28 березня 1992 між протиборчими сторонами в Могадішо були підписані угоди, результатом яких стало розміщення спостерігачів Організації Об'єднаних Націй для контролю за дотриманням угоди про припинення вогню від 3 березня 1992 року.
Згодом Генеральний секретар Організації Об'єднаних Націй рекомендував започаткувати миротворчу операцію під проводом Організації Об'єднаних Націй в Сомалі (UNOSOM) у складі 50 військових спостерігачів для контролю за припиненням вогню і розміщення піхотної частини чисельністю до 500 військовослужбовців для забезпечення захисту доставки продовольчих і непродовольчих товарів першої необхідності на територію країни із розрахунку на 1,5 млн чол., та забезпечення військових конвоїв для супроводу гуманітарних вантажів постраждалим від громадянської війни та голоду, з метою відбиття атак і ведення вогню у відповідь, якщо стримування бойовиків виявиться неефективним.

### Заснування місії ООН в Сомалі
24 квітня 1992 Рада Безпеки прийняла резолюцію 751 (1992) про заснування UNOSOM I. Рада запропонувала Генеральному секретарю негайно розмістити 50 неозброєних, але одягнених у військову форму військових спостерігачів Організації Об'єднаних Націй та продовжувати консультації з протиборчими сторонами в Могадішо. Через два місяці, 23 червня 1992 Генеральний секретар поінформував Раду Безпеки Об'єднаних Націй про те, що дві основні сторони в Могадішо дали згоду на розміщення неозброєних спостерігачів. У підпорядкуванні Головного військового спостерігача бригадного генерала Імтіаз Шахіна (Пакистан) прибули спостерігачі з Австрії, Бангладеш, Єгипту, Зімбабве, Індонезії, Йорданії, Марокко, Фіджі, Фінляндії та Чехословаччини.
Тим часом для переважної більшості населення Сомалі положення продовжувало погіршуватися. Генеральний секретар Об'єднаних Націй Бутрос Бутрос Галі заявив, що «вкрай важке і складне становище в Сомалі зажадає енергійних і наполегливих зусиль міжнародного співтовариства, з тим щоб розірвати порочне коло насильства і голоду». Організація Об'єднаних Націй може підтримати цей процес, однак конфлікт може бути вирішений лише самим народом Сомалі.
Резолюцією 767 (1992) від 27 липня 1992 Рада Безпеки схвалила пропозицію про створення чотирьох оперативних зон — Бербера, Босасо, Могадішо і Кісмайо. 24 серпня 1992 Генеральний секретар запросив збільшення санкційованого ООН складу місії для створення чотирьох оперативних зон. У кожну зону UNOSOM направлявся армійський підрозділ загальною чисельністю 750 військовослужбовців. 28 серпня 1992 Рада Безпеки у своїй резолюції 775 (1992) санкціювала ще одне збільшення миротворчого компоненту в країні. 8 вересня Рада Безпеки дала згоду на додаткове розгортання трьох частин тилового забезпечення, в результаті чого загальна чисельність UNOSOM склала 4 219 військовослужбовців та 50 військових спостерігачів. Перша група співробітників безпеки прибула в Могадішо 14 вересня 1992.
У ході процесу мирного врегулювання конфлікту Генеральний секретар запропонував 100-денну програму дій щодо прискорення надання гуманітарної допомоги. Цей план мав 8 основних завдань:
1. масові поставки продовольства,
2. енергійні дії з розширення програм додаткового живлення,
3. забезпечення основних медичних послуг та проведення повсюдної кампанії щеплень проти кору,
4. термінове забезпечення питною водою, належних санітарних умов та гігієни;
5. забезпечення матеріалів для сховищ, ковдр і одягу;
6. поставка насіння, знарядь праці і вакцин для тварин одночасно з продовольчими пайками;
7. попередження подальшого відтоку біженців та сприяння здійсненню програм їх повернення;
8. організаційне будівництво та відродження громадянського суспільства.

З 82,7 млн дол США, запитаних на здійснення програми, було отримано в цілому 67,3 млн дол. США.

### Ескалація кризи
Однак, реалізація задач визначеної програми виявилася складним завданням. В результаті триваючих розбіжностей між сомалійськими угрупованнями щодо ролі Організації Об'єднаних Націй виконання плану стало неможливим. 28 жовтня 1992 генерал Мохамед Фарах Айдід заявив про заборону подальшого перебування пакистанського батальйону юнос в Могадішо. Пізніше його війська відкрили артилерійський вогонь по миротворчим силам, що контролювали аеропорт, а війська Алі Мохамеда Махді обстріляли кораблі з продовольством на борту, які намагалися увійти до порту Могадішо. Обстановка продовжувала розпікатися. Почастішали випадки нападів бойовиків на підрозділи миротворців. Так, 13 листопада після кулеметного, рушничного і мінометного обстрілу пакистанські війська, що контролювали аеропорт, відкрили вогонь у відповідь. Через відсутність уряду, здатного підтримувати правопорядок, організації з надання надзвичайної допомоги зіткнулися з проблемою збільшення числа випадків викрадення транспортних засобів, пограбування автоколон і складів та насильницького захоплення іноземних співробітників.

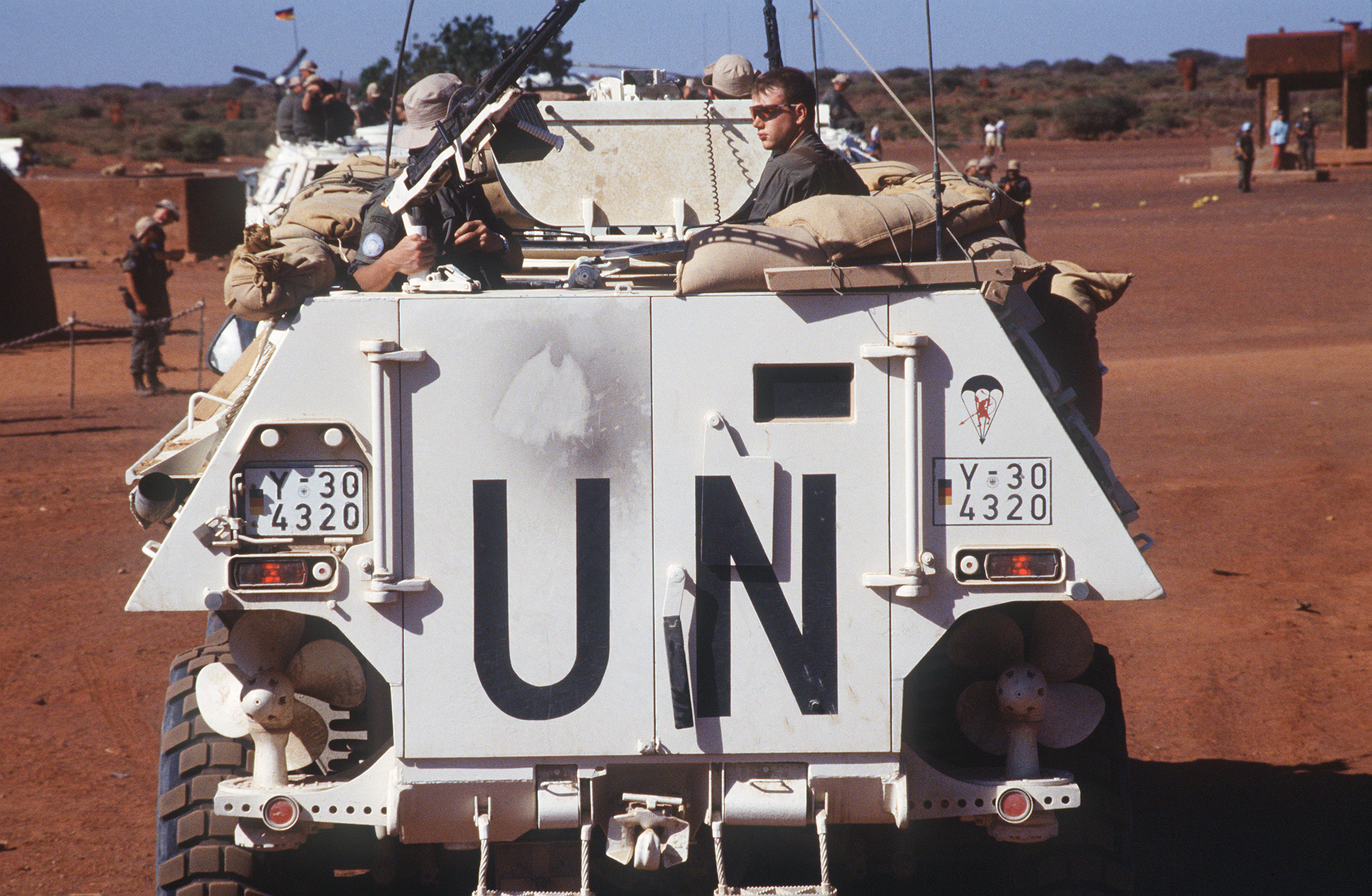
Німецькі миротворці зі складу 261-го парашутного батальйону Бундесверу на бронетранспортері TPz «Фукс» в Сомалі

### Реформування формату місії
3 грудня 1992, зважаючи на провал плану припинення збройного конфлікту та невиконання задач надання гуманітарної допомоги постраждалим, Рада Безпеки ООН, одностайно прийняла резолюцію 794 (1992). Рада привітала ініціативу Сполучених Штатів Америки надати допомогу у створенні безпечних умов для надання гуманітарної допомоги в Сомалі і уповноважила на підставі глави VII Статуту використовувати «всі необхідні засоби» в цих цілях. У резолюції 794 державам було запропоновано надати збройні сили і зробити внески, готівкою або своїми компонентами, на цілі операції. Генеральний секретар і держави, що брали участь в операції, повинні були також створити належні механізми для забезпечення координації дій між Організацією Об'єднаних Націй та цими збройними силами.

### Операція «Відродження надії»
4 грудня 1992 Президент Сполучених Штатів Америки Джордж Буш відреагував на резолюцію 794 (1992) Ради Безпеки прийняттям рішення про початок операції «Відродження надії», в рамках якої єдине командування новою операцією покладалося на Сполучені Штати Америки.
9 грудня 1992 перші підрозділи Об'єднаного оперативного угруповання (ЮНІТАФ) (англ. Unified Task Force (UNITAF) безперешкодно висадилися на узбережжі близько Могадішо. 13 грудня американські війська оволоділи аеродромом в Беледуейне, а до 16 грудня захопили Байдабо. Центральне командування Сполучених Штатів Америки здійснювало чотирьохетапну програму з метою виконання завдань по захопленню основних аеродромів і морських портів, ключових об'єктів і пунктів розподілу продовольства та забезпеченню відкритої і вільної доставки товарів першої необхідності, а також безпеки автоколон та організацій з надання надзвичайної допомоги, та тих, що доставляють гуманітарну допомогу. Передбачалося, що чисельність військ Сполучених Штатів буде збільшена приблизно до 28 000 чоловік, які надаватимуть підтримку порядку 17 000 військовослужбовців ЮНІТАФ із понад 20 країн. Крім збройних сил США ЮНІТАФ включала військові підрозділи з Австралії, Бельгії, Ботсвани, Німеччини, Греції, Єгипту, Зімбабве, Індії, Італії, Канади, Кувейту, Марокко, Нігерії, Нової Зеландії, Норвегії, Об'єднаних Арабських Еміратів, Пакистану, Саудівської Аравії, Сполученого Королівства, Тунісу, Туреччини, Франції та Швеції.

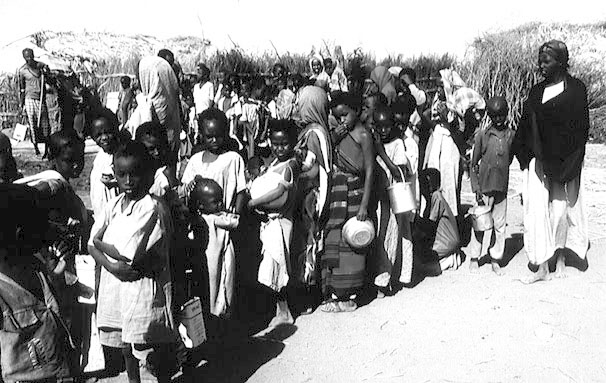
Сомалійські мешканці в черзі за гуманітарною допомогою з продовольством

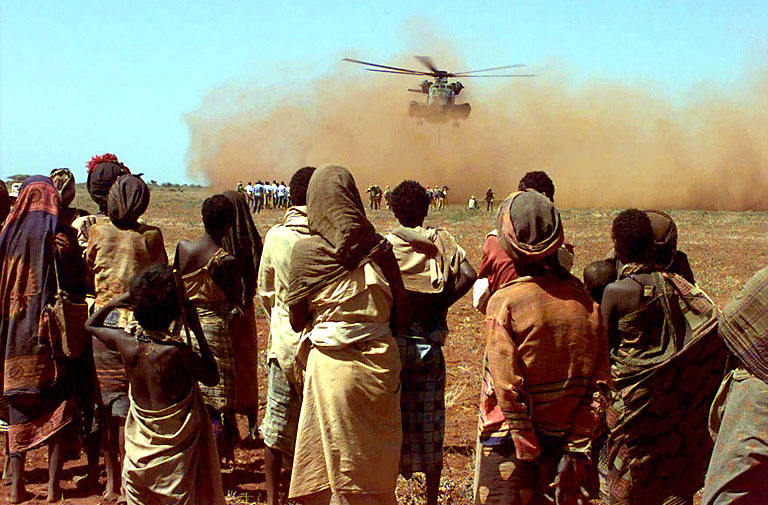
Доставка вертольотом морської піхоти США CH-53 «Сі Сталіон» вантажів з зерном до сомалійського селища. 23 січня 1993

### Спроби національного примирення
Незабаром Генеральний секретар ООН Бутрос Бутрос Галі виступив ініціатором процесу національного примирення в ході першого етапу дій ЮНІТАФ. Для цього він скликав з 4 по 15 січня 1993 нараду з підготовки до конференції з національного примирення і єдності усіх сторін в Сомалі. У ньому взяли участь 14 сомалійських політичних рухів, які уклали три угоди: загальну угода від 8 січня 1993 року, угоду про припинення вогню і можливі шляхи роззброєння; угоду про створення спеціального комітету для конференції з національного примирення.
3 березня 1993 Генеральний секретар ООН представив Раді Безпеки ООН свої рекомендації щодо здійснення переходу від операції ЮНІТАФ до другої частини миротворчої операції під проводом ООН — UNOSOM II. Він зазначив, що з моменту прийняття резолюції 794 (1992) Ради в грудні 1992 року ЮНІТАФ розмістила приблизно 37 000 військовослужбовців у південній та центральній частинах Сомалі, які займають близько 40 відсотків території країни. Присутність та операції ЮНІТАФ мали позитивний вплив на становище в галузі безпеки в Сомалі і ефективне надання гуманітарної допомоги. Водночас, незважаючи на певний прогрес, безпечні умови не були створені, й як і раніше мали місце випадки насильства. В країні все ще не було ефективного функціонального уряду, не було організованої цивільної поліції і дисциплінованої національної армії. У деяких районах Могадішо та інших районах Сомалі, як й раніше зберігалася серйозна загроза для безпеки співробітників ООН та її установ, ЮНІТАФ, МКЧХ та неурядових організацій. Крім того, військовослужбовці ЮНІТАФ і UNOSOM, як і раніше не розміщувалися на північному сході і північному заході і вздовж кенійсько-сомалійської кордону, де безпека все ще викликала серйозну стурбованість.
Тому Генеральний секретар ООН дійшов висновку, що, якщо Рада Безпеки Об'єднаних Націй вирішить, що настав час для переходу від ЮНІТАФ до UNOSOM II, остання повинна бути наділена відповідно до глави VII Статуту ООН повноваженнями, що дозволяють вживати примусові заходи з метою створення безпечних умов у Сомалі. Таким чином, для відновлення миру і стабільності в Сомалі UNOSOM II добиватиметься завершення виконання завдань, які починала вирішувати ЮНІТАФ. Згідно з новим мандатом UNOSOM II була також уповноважена надавати допомогу народу Сомалі у зміцненні економічних, політичних і соціальних основ життя шляхом забезпечення національного примирення, з тим щоб відтворити демократичну державу Сомалі.
UNOSOM II була заснована відповідно до резолюції 814 (1993) Ради Безпеки від 26 березня 1993 року. UNOSOM II змінила ЮНІТАФ в травні 1993 року.

### UNOSOM II
Відповідно до мандату, UNOSOM II повинна була завершити на основі роззброєння і примирення виконання роботи, розпочатих ЮНІТАФ, з метою відновлення миру, стабільності та правопорядку. Її основними завданнями були спостереження за припиненням бойових дій, попередження відновлення актів насильства, вилучення забороненої стрілецької зброї, забезпечення безпеки в портах, аеропортах і на шляхах сполучення, необхідних для надання гуманітарної допомоги, продовження розмінування і надання допомоги з репатріації біженців у Сомалі. UNOSOM II було також доручено надавати допомогу сомалійському народові у відновленні економіки і соціального і політичного життя, відновленні державних структур країни, забезпеченні національного політичного примирення, відродження держави Сомалі на основі демократичного управління та відновленні економіки і інфраструктури країни.
У лютому 1994 року, після кількох випадків застосування насильства і нападів на солдатів ООН, Рада Безпеки ООН переглянула мандат UNOSOM II і виключила можливість використання методів примусу. На початку березня 1995 місія UNOSOM II була припинена й усі миротворчі компоненти держав, що брали участь в операції повернулися додому.